# Czarni Lwów (hokej na lodzie)
Czarni Lwów – polski klub hokeja na lodzie z siedzibą we Lwowie. Klub został rozwiązany.

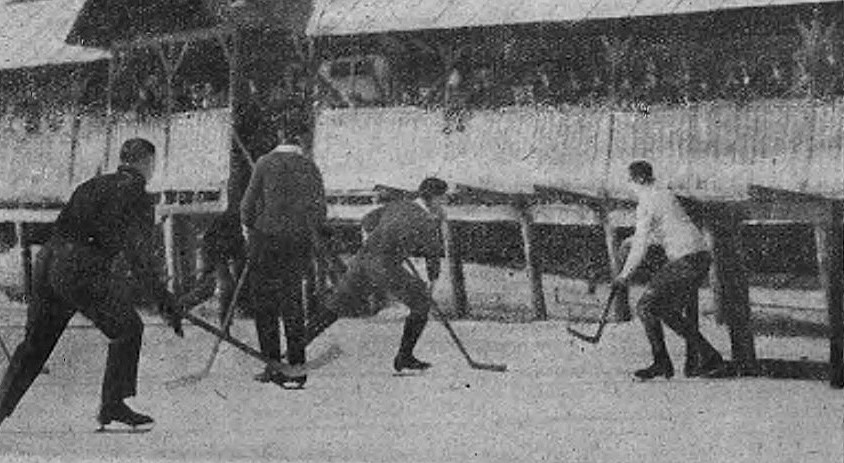
Mecz Czarni Lwów – Lechia Lwów (1925). W ataku pierwsi

Zespół działał jako sekcja klubu Czarnych Lwów. Jednym z założycieli sekcji hokeja na lodzie w 1925 był Szczepan Witkowski (klubowy narciarz i piłkarz).

## Sezony
Drużyna Czarnych była dwukrotnym medalistą mistrzostw Polski: raz złotym (1935) i raz srebrnym (1934).
- 1929: udział w kwalifikacjach o okręgowe mistrzostwo Lwowa
- 1930: 4. miejsce
- 1931: 5. miejsce
- 1934: 2. miejsce
- 1935: 1. miejsce
- 1937: 4. miejsce
- 1939: rozgrywki nieukończone (Czarni prowadzili w Grupie II)